# Tórtoles (Tarazona)
Tórtoles es una localidad española, pedanía del municipio zaragozano de Tarazona, en la comunidad autónoma de Aragón.

## Historia
En la Edad Media fue aljama y en el siglo XV residían aproximadamente 2000 mudéjares,  lo que explica la existencia de una mezquita, construida a principios de ese siglo, adosada a un torreón-fortaleza. Con la expulsión de los moriscos, rápidamente fue consagrada en iglesia como era costumbre en aquellas épocas.
A mediados del siglo XIX, el lugar, por entonces con ayuntamiento propio, contaba con una población censada de 87 habitantes. La localidad aparece descrita en el decimoquinto volumen del Diccionario geográfico-estadístico-histórico de España y sus posesiones de Ultramar de Pascual Madoz de la siguiente manera:

TORTOLES: l. con ayunt. de la prov. y aud. terr. de Zaragoza (15 leg.), c. g. de Aragon, part. jud. y dióc. de Tarazona (1/4). sit. en un alto á la izq. de la carretera que desde esta c. conduce á Tudela; le baten los vientos del N. y O.; su clima es templado y afecto á las intermitentes. Tiene 30 casas; igl. parr. (Sta. Apolonia), servida por un vicario nutual de entrada que presenta al diocesano el cabildo catedral de Tarazona, y un cementerio junto á la igl. El térm. es tan irregular é indeterminado que puedo decirse carece de él: consiste todo en heredades esparcidas y enclavadas en el de Tarazona, de cuya c. se consideraba antes como barrio. El terreno es regadío, de buena calidad, que fertiliza la acequia llamada Selcos, cuyas aguas toma del r. Queiles, de que se sirven también los vec. para sus usos. caminos: el que conduce á Tarazona desde la carretera de Tudela, en regular estado. El correo se recibe de aquella c. por los mismos interesados. prod.: lino, cáñamo, vino, trigo, cebada y legumbres, y hay caza de codornices en su tiempo. ind.: la agrícola. pobl.: 18 vec., 87 alm. cap. prod.: 391,260 rs: imp.: 22,800. contr.: 4,758.
(Madoz, 1849, pp. 44-45)

## Demografía
| Gráfica de evolución demográfica de Tórtoles entre 1842 y 1860 |
| |
| Población de derecho según los censos de población del INE Población de hecho según los censos de población del INEEntre el censo de 1877 y el anterior, este municipio desaparece porque se integra en el municipio 50251 (Tarazona) |

## Patrimonio
- Mezquita de Tórtoles